# Адамдигхи (подокруг)
Адамдигхи (бенг. আদমদিঘী, англ. Adamdighi) — подокруг на севере Бангладеш. Входит в состав округа Богра. Образован в 1821 году. Административный центр — город Адамдигхи. Площадь подокруга — 168,84 км². По данным переписи 1991 года численность населения подокруга составляла 170 326 человек. Плотность населения равнялась 1009 чел. на 1 км². Уровень грамотности населения составлял 34,4 %. Религиозный состав: мусульмане — 89,86 %, индуисты — 9,70 %, христиане — 0,15 %, прочие — 0,29 %.